# Arvid Afzelius (präst)
Arvid Afzelius, född 16 januari 1714 i Bolums socken, Skaraborgs län, död 5 maj 1789 i Larvs socken, Skaraborgs län, var en svensk präst och riksdagsman.

## Biografi
Arvid Afzelius var son till rusthållaren Per Arvidsson och Kjerstin Afzesdotter i Bolum. År 1725 tog han namnet Afzelius. Efter att 1735 ha inskrivits vid Uppsala universitet blev han 1743 filosofie magister och prästvigdes 1745 för en tjänst som extra ordinarie bataljonspredikant vid Livregementet. 1749 tillträdde han som kyrkoherde i Larvs socken, blev 1763 prost och 1771 kontraktsprost.
Afzelius var riksdagsman 1765 och 1769.

### Familj
Han var gift med Catharina Brissman och de hade fem barn tillsammans, bland andra botanikern Adam Afzelius, kemisten Johan Afzelius och läkaren Pehr von Afzelius, vilka utgör Uppsala-grenen av släkten Afzelius. Arvid Afzelius och hans maka ligger begravda på Onsjö kullar 800 meter östsydöst om Larvs kyrka. Gravstenen i huggen granit är 2,5 meter hög. Graven har RAÄ-nummer Larv 17:1.